# Major League Baseball 2003
Major League Baseball 2003 spelades mellan den 30 mars och 25 oktober 2003 och vanns av Florida Marlins efter finalseger mot New York Yankees med 4-2 i matcher. Major League Baseball bestod säsongen 2003 av 30 lag uppdelade i två ligor, American League (14 lag) och National League (16 lag), där alla lag spelade 162 matcher vardera, med 81 matcher hemma och 81 matcher borta. Varje liga var uppdelade i tre divisioner, med fyra, fem eller sex lag i varje, där varje divisionsvinnare gick vidare till slutspel tillsammans med det i övrigt bästa laget i varje division (så kallat "wild card-lag").

## Tabeller
American League bestod av 14 lag, varav fem lag i East och Central Division och fyra lag i West Central Division, medan National League bestod av 16 lag, varav fem i East och West Division och sex lag i Central Division. Totalt 162 matcher spelades per lag, varav 81 lag hemma och 81 lag borta. Från American League gick New York Yankees, Minnesota Twins och Oakland Athletics vidare till slutspel som divisionssegrare och Boston Red Sox vidare som wild card; från National League gick Atlanta Braves, Chicago Cubs och San Francisco Giants vidare till slutspel som divisionssegrare och Florida Marlins vidare som wild card.
| East Division        | V   | F  | %    |
| -------------------- | --- | -- | ---- |
| New York Yankees     | 101 | 61 | .623 |
| Boston Red Sox       | 95  | 67 | .586 |
| Toronto Blue Jays    | 86  | 76 | .531 |
| Baltimore Orioles    | 71  | 91 | .438 |
| Tampa Bay Devil Rays | 63  | 99 | .389 |

| Central Division   | V  | F   | %    |
| ------------------ | -- | --- | ---- |
| Minnesota Twins    | 90 | 72  | .556 |
| Chicago White Sox  | 86 | 76  | .531 |
| Kansas City Royals | 83 | 79  | .512 |
| Cleveland Indians  | 68 | 94  | .420 |
| Detroit Tigers     | 43 | 119 | .265 |

| West Division     | V  | F  | %    |
| ----------------- | -- | -- | ---- |
| Oakland Athletics | 96 | 66 | .593 |
| Seattle Mariners  | 93 | 69 | .574 |
| Anaheim Angels    | 77 | 85 | .475 |
| Texas Rangers     | 71 | 91 | .438 |

| East Division         | V   | F  | %    |
| --------------------- | --- | -- | ---- |
| Atlanta Braves        | 101 | 61 | .623 |
| Florida Marlins       | 91  | 71 | .562 |
| Philadelphia Phillies | 86  | 76 | .531 |
| Montreal Expos        | 83  | 79 | .512 |
| New York Mets         | 66  | 95 | .410 |

| Central Division    | V  | F  | %    |
| ------------------- | -- | -- | ---- |
| Chicago Cubs        | 88 | 74 | .543 |
| Houston Astros      | 87 | 75 | .537 |
| St. Louis Cardinals | 85 | 77 | .525 |
| Pittsburgh Pirates  | 75 | 87 | .463 |
| Cincinnati Reds     | 69 | 93 | .426 |
| Milwaukee Brewers   | 68 | 94 | .420 |

| West Division        | V   | F  | %    |
| -------------------- | --- | -- | ---- |
| San Francisco Giants | 100 | 61 | .621 |
| Los Angeles Dodgers  | 85  | 77 | .525 |
| Arizona Diamondbacks | 84  | 78 | .519 |
| Colorado Rockies     | 74  | 88 | .457 |
| San Diego Padres     | 64  | 98 | .395 |

## Slutspel
Slutspelet bestod av tre omgångar, Division Series (DS), League Championship Series (LCS) och World Series (WS). De två första omgångarna spelades inom varje liga, så lagen inom American respektive National League mötte varandra i DS och LCS, vilket innebar att en vinnare av American League och National League korades. Dessa två möttes i World Series, som även var finalen. Till slut vann New York Yankees American League och Florida Marlins vann National League. World Series vanns av Florida Marlins efter seger i World Series med 4-2 i matcher.

### Division Series
- New York Yankees – Minnesota Twins 3–1 i matcher
  - 1–3; 4–1; 3–1; 8–1
- Oakland Athletics – Boston Red Sox 2–3 i matcher
  - 5–4; 5–1; 1–3; 4–5; 3–4
- San Francisco Giants – Florida Marlins 1–3 i matcher
  - 2–0; 5–9; 3–4; 6–7
- Atlanta Braves – Chicago Cubs 2–3 i matcher
  - 2–4; 5–3; 1–3; 6–4; 1–5

### League Championship Series
- New York Yankees – Boston Red Sox 4–3 i matcher
  - 2–5; 6–2; 4–3; 2–3; 4–2; 6–9; 6–5
- Chicago Cubs – Florida Marlins 3–4 i matcher
  - 8–9; 12–3; 5–4; 8–3; 0–4; 3–8; 6–9

### World Series
- New York Yankees – Florida Marlins 2–4 i matcher
  - 2–3; 6–1; 6–1; 3–4; 4–6; 0–2

## Källa
Den här artikeln är helt eller delvis baserad på material från engelskspråkiga Wikipedia.